# كازوكي ساتو (لاعب كرة قدم مواليد 1974)
كازوكي ساتو (باليابانية: 佐藤 一樹) (مواليد 27 يونيو 1974)، هو لاعب كرة قدم ياباني سابق كان يلعب كلاعب وسط.

## وصلات خارجية
- كازوكي ساتو على موقع رابطة كرة القدم اليابانية للمحترفين (اليابانية)
- كازوكي ساتو على موقع قاعدة بيانات كرة القدم.إي يو (الإنجليزية)
- كازوكي ساتو على موقع عالم كرة القدم.نت (الإنجليزية)